# Liste der Naturparks in Slowenien

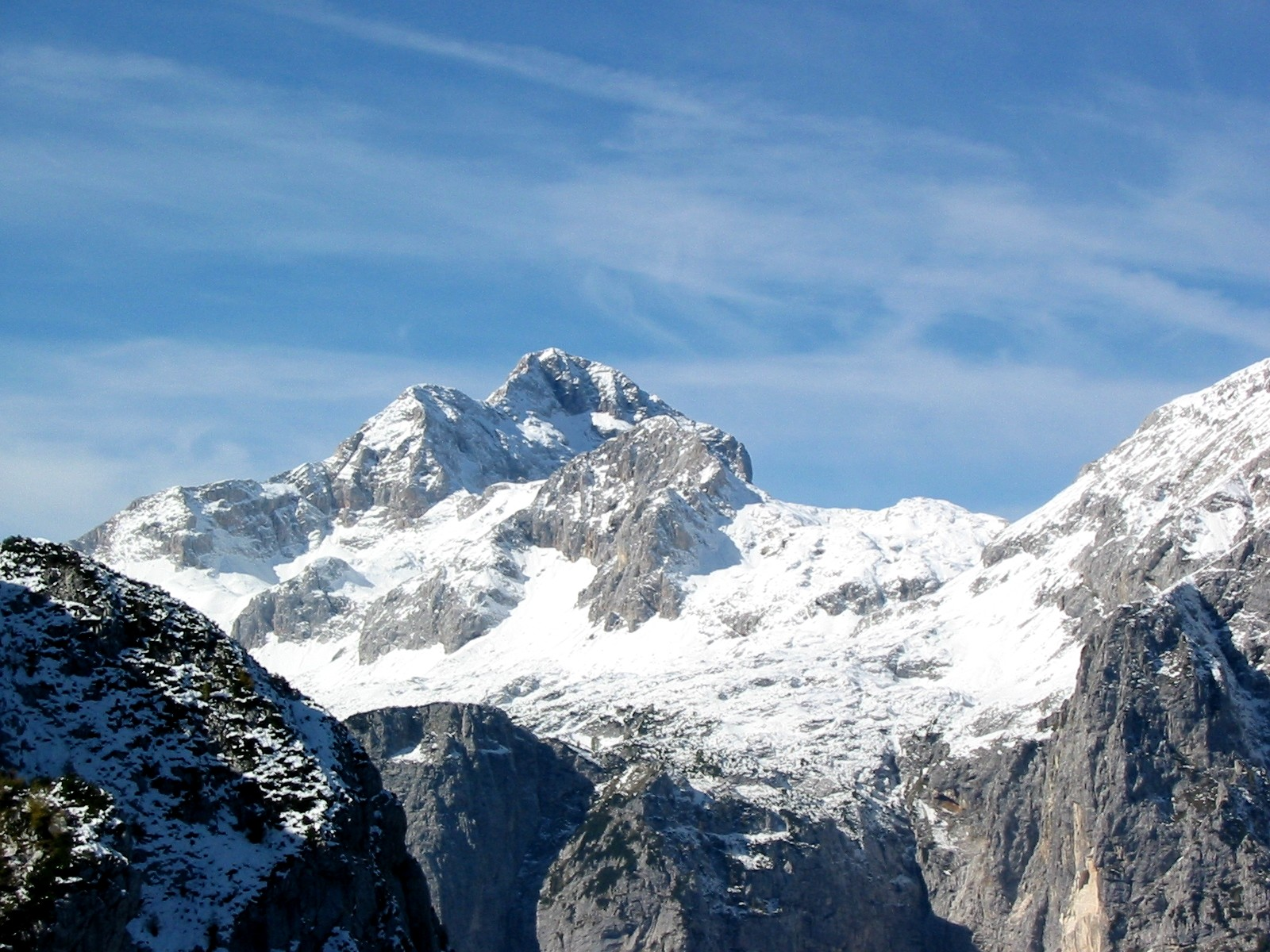
Triglav

## Hintergrund
In Slowenien fasst man nach dem Naturschutzgesetz 2004 unter dem Begriff ‚Naturpark‘ (slowenisch zavarovani park) „großflächige Schutzgebiete“ zusammen (Art. 67).
- den Triglav Nationalpark (narodni park Art. 69, einziger Nationalpark Sloweniens)
- drei Regionalparks (regijski park Art. 70; Regionalpark Škocjanske jame, Regionalpark Kozjansko, Regionalpark Notranjska)
- 37 Landschaftsschutzparks (krajinski park Art. 71)[1]  (Stand Februar 2024).

Die Republik Slowenien hat 13 % ihres Staatsgebietes unter dem Gesichtspunkt des langfristigen Naturschutzes, der Artenvielfalt und der einzigartigen Landschaftsmerkmale unter Schutz gestellt. Zu den Schutzgebieten gehören ein Nationalpark, drei Regional- und 37 Landschaftsschutzparks sowie 66 Naturschutzgebiete und über 1200 Naturdenkmäler. Darüber hinaus gibt es in Slowenien zwei Geoparks.

## Liste Nationalpark, Regional- und Landschaftsschutzparks
| Wiki-Name                                    | Gebietsname                                               | Standort                             | Link | Fläche (ha) | Lage | Typ LP,RP,NP | Start | Status                                    | ID   | Quelle               | Datei/Commons |
| -------------------------------------------- | --------------------------------------------------------- | ------------------------------------ | ---- | ----------- | ---- | ------------ | ----- | ----------------------------------------- | ---- | -------------------- | ------------- |
| Beka-Glinščica- Tal                          | Beka Krajinski park                                       | Hrpelje- Kozina                      | Link | 265         | ⊙    | LP           | 1992  |                                           | 1275 | [ 6 ] [ 7 ]          |               |
| Boč- Donačka gora                            | Boč-Donačka gora Krajinski park                           | Rogaška Slatina                      | Link | 2.151       | ⊙    | LP           | 1992  | Natura 2000                               | 276  | [ 8 ] [ 9 ]          |               |
| Češenik- Prevoje- Gmajne                     | Češeniške in Prevojske gmajne Krajinski park              | Domžale (Češenik)                    |      | 411         | ⊙    | LP           | 2023  |                                           | 5009 | [ 10 ] [ 11 ]        |               |
| Debeli rtič                                  | Debeli rtič Krajinski park                                | Ankaran                              | Link | 338         | ⊙    | LP           | 2018  | Natura 2000                               | 4093 | [ 12 ] [ 13 ]        |               |
| Drava Landschafts- schutzpark                | Drava Krajinski park                                      | Maribor                              | Link | 2.175       | ⊙    | LP           | 1992  |                                           | 655  | [ 14 ] [ 15 ]        |               |
| Golte Landschafts- schutzpark                | Golte Krajinski park                                      | Mozirje                              | Link | 1.132       | ⊙    | LP           | 1987  |                                           | 3    | [ 16 ] [ 17 ]        |               |
| Goričko Landschafts- schutzpark              | Goričko Krajinski park                                    | Grad                                 | Link | 46.268      | ⊙    | LP           | 2003  | Natura 2000                               | 3913 | [ 18 ] [ 19 ]        |               |
| Idrijca- Landschafts- schutzpark             | Zgornja Idrijca Krajinski park                            | Idrija                               | Link | 4.474       | ⊙    | LP           | 1993  | UNESCO -Welterbe                          | 879  | [ 20 ] [ 21 ]        |               |
| Kamenščak- Hrastovec                         | Kamenščak- Hrastovec Krajinski park                       | Duplek                               | Link | 848         | ⊙    | LP           | 1992  |                                           | 656  | [ 22 ] [ 23 ] [ 24 ] |               |
| Kolpa- Landschafts- schutzpark               | Kolpa Krajinski park                                      | Črnomelj (Adlešiči)                  | Link | 4.332       | ⊙    | LP           | 1998  | Natura 2000                               | 4054 | [ 25 ] [ 26 ]        |               |
| Kum- Landschafts- schutzpark                 | Kum Krajinski park                                        | Trbovlje                             | Link | 2.232       | ⊙    | LP           | 1996  | Natura 2000                               | 1711 | [ 27 ] [ 28 ]        |               |
| Kozjansko Regionalpark                       | Kozjanski Regijski park                                   | Kozje                                | Link | 20.309      | ⊙    | RP           | 1981  | Natura 2000, UNESCO MAB                   | 1413 | [ 29 ] [ 30 ]        |               |
| Laibacher Moor Landschafts- schutzpark       | Ljubljansko barje Krajinski park                          | Bresovica                            | Link | 13.505      | ⊙    | LP           | 2008  | UNESCO -Welterbe, Natura 2000             | 4067 | [ 31 ]               |               |
| Lahinja- Landschafts- schutzpark             | Lahinja Krajinski park                                    | Črnomelj (Veliki Nerajec)            | Link | 259         | ⊙    | LP           | 1988  | Natura 2000                               | 4007 | [ 32 ] [ 33 ]        |               |
| Ljutomer- Jeruzalem- Landschafts- schutzpark | Ljutomerski ribniki in Jeruzalemske gorice Krajinski park | Ljutomer                             | Link | 1.346       | ⊙    | LP           | 1976  |                                           | 857  | [ 34 ] [ 35 ]        |               |
| Logar-Tal Landschafts- schutzpark            | Logarska dolina Krajinski park                            | Solčava                              | Link | 2.431       | ⊙    | LP           | 1987  | Natura 2000                               | 2    | [ 36 ] [ 37 ]        |               |
| Maribor-See Landschafts- schutzpark          | Mariborsko jezero Krajinski park                          | Maribor                              | Link | 200         | ⊙    | LP           | 1992  |                                           | 658  | [ 38 ] [ 39 ]        |               |
| Mašun Landschafts- schutzpark                | Mašun Krajinski park                                      | Ilirska Bistrica (Mašun)             | Link | 87          | ⊙    | LP           | 1969  |                                           | 881  | [ 40 ]               |               |
| Mrzlica Landschafts- schutzpark              | Mrzlica Krajinski park                                    | Trbovlje                             | Link | 149         | ⊙    | LP           | 1996  |                                           | 1690 | [ 41 ]               |               |
| Nanos- Landschafts- schutzpark               | Južni in zahodni obronki Nanosa Krajinski park            | Ajdovščina                           |      | 2.167       | ⊙    | LP           | 1987  |                                           | 83   | [ 42 ] [ 43 ] [ 44 ] |               |
| Negova- Landschafts- schutzpark              | Negova in Negovsko jezero Krajinski park                  | Gornja Radgona (Spodnji Ivanjci)     | Link | 177         | ⊙    | LP           | 1967  |                                           | 640  | [ 45 ] [ 46 ]        |               |
| Notranjska- Regionalpark                     | Notranjski Regijski park                                  | Cerknica                             | Link | 22.282      | ⊙    | RP           | 2002  | Natura 2000                               | 1815 | [ 47 ] [ 48 ]        |               |
| Pivka- Landschafts- schutzpark               | Pivška presihajoča jezera Krajinski park                  | Pivka (Slovenska vas)                | Link | 13.783      | ⊙    | LP           | 2014  | Natura 2000                               | 4091 | [ 49 ] [ 50 ]        |               |
| Polhov-Gradec- Dolomiten                     | Polhograjski dolomiti Krajinski park                      | Dobrova- Polhov-Gradec (Srednji Vrh) |      | 11.608      | ⊙    | LP           | 1974  |                                           | 1058 | [ 51 ] [ 52 ] [ 53 ] |               |
| Ponikvakarst- Landschafts- schutzpark        | Ponikovski kras Krajinski park                            | Žalec (Ponikva)                      | Link | 1.769       | ⊙    | LP           | 1998  |                                           | 1002 | [ 54 ] [ 55 ]        |               |
| Rače-Požeg- Landschafts- schutzpark          | Rački ribniki –Požeg Krajinski park                       | Rače-Fram                            | Link | 459         | ⊙    | LP           | 1992  |                                           | 657  | [ 56 ] [ 57 ]        |               |
| Račna- Landschafts- schutzpark               | Radensko polje Krajinski park                             | Grosuplje (Mala Račna)               | Link | 1.497       | ⊙    | LP           | 2012  | Natura 2000                               | 4087 | [ 58 ] [ 59 ]        |               |
| Rakov Škocjan                                | Rakova kotlina pri Rakeku (Rakov Škocjan) Krajinski park  | Cerknica                             | Link | 124         | ⊙    | LP           | 1949  |                                           | 1739 | [ 60 ] [ 61 ] [ 62 ] |               |
| Robanov kot- Landschafts- schutzpark         | Robanov kot Krajinski park                                | Solčava                              | Link | 1.447       | ⊙    | LP           | 1950  |                                           | 1    | [ 63 ] [ 64 ]        |               |
| Sečovlje-Salinen                             | Sečoveljske soline Krajinski park                         | Piran                                | Link | 750         | ⊙    | LP           | 1990  | Natura 2000                               | 1814 | [ 65 ] [ 66 ]        |               |
| Središče- Landschafts- schutzpark            | Središče ob Dravi Krajinski park                          | Središče ob Dravi                    | Link | 438         | ⊙    | LP           | 2004  |                                           | 4096 | [ 67 ] [ 68 ]        |               |
| Strunjan- Landschafts- schutzpark            | Strunjan Krajinski park                                   | Piran (Portorož)                     | Link | 429         | ⊙    | LP           | 2004  |                                           | 3925 | [ 69 ] [ 70 ]        |               |
| Škocjan-Höhlen Regionalpark                  | Škocjanske jame Regijski park                             | Divača                               | Link | 45.003      | ⊙    | RP           | 1996  | UNESCO -Welterbe, Natura 2000, UNESCO MAB | 3896 | [ 71 ] [ 72 ]        |               |
| Štatenberg- Landschafts- schutzpark          | Štatenberg Krajinski park                                 | Makole                               | Link | 285         | ⊙    | LP           | 1976  |                                           | 277  | [ 73 ] [ 74 ]        |               |
| Šturmovci- Landschafts- schutzpark           | Šturmovec Krajinski park                                  | Videm (Šturmovci)                    | Link | 215         | ⊙    | LP           | 1979  |                                           | 1132 | [ 75 ] [ 76 ]        |               |
| Ternowaner Landschafts- schutzpark           | Južni obronki Trnovskega gozda Krajinski park             | Ajdovščina                           | Link | 3.509       | ⊙    | LP           | 1987  |                                           | 90   | [ 77 ] [ 78 ]        |               |
| Tivoli, Rožnik-, und Šiška-Hügel             | Tivoli, Rožnik in Šišenski hrib Krajinski park            | Ljubljana                            | Link | 459         | ⊙    | LP           | 1984  |                                           | 1742 | [ 79 ] [ 80 ]        |               |
| Topla- Landschafts- schutzpark               | Topla Krajinski park                                      | Črna na Koroškem                     | Link | 1.529       | ⊙    | LP           | 1966  |                                           | 1414 | [ 81 ] [ 82 ]        |               |
| Triglav Nationalpark                         | Triglavski narodni park                                   | Bled                                 | Link | 83.982      | ⊙    | NP           | 1981  | Natura 2000, UNESCO MAB                   | 1412 | [ 83 ] [ 84 ]        |               |
| Vrbje- Landschafts- schutzpark               | Ribnik Vrbje z zaledjem Krajinski park                    | Žalec (Vrbje)                        | Link | 65          | ⊙    | LP           | 1999  |                                           | 4073 | [ 85 ] [ 86 ]        |               |
| Žabljek- Landschafts- schutzpark             | Žabljek Krajinski park                                    | Slovenska Bistrica                   | Link | 175         | ⊙    | LP           | 1992  |                                           | 278  | [ 87 ] [ 88 ]        |               |